# Parhelische kring

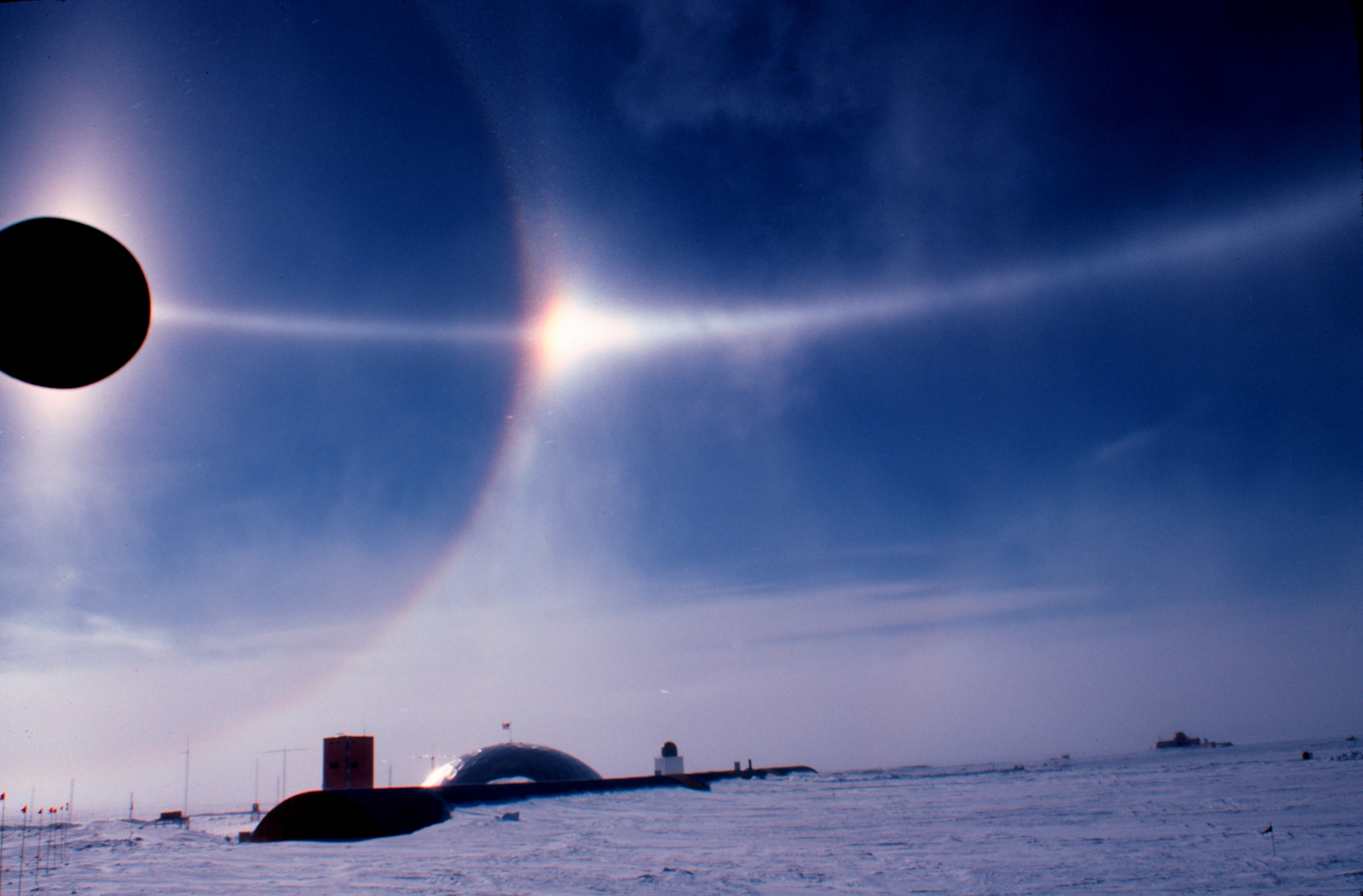
Een parhelische kring (horizontaal) boven een Zuidpoolstation. Ook zichtbaar zijn de 22°-halo en een rechter bijzon.

De parhelische kring of bijzonnenring is een melkwitte, horizontale kring door de zon met het zenit als middelpunt. Dit lichtverschijnsel behoort tot de halo's, optische verschijnselen die ontstaan door breking en/of reflectie van licht in ijskristallen in de atmosfeer. Zoals bij alle haloverschijnselen kan de parhelische kring ook door de maan worden veroorzaakt, in welk geval hij de paraselenische kring of bijmanenring heet.
De ijskristallen die de parhelische kring veroorzaken zijn plaatjes in de vorm van zeshoekige prisma's, die horizontaal in de atmosfeer zweven. Hetzelfde type kristallen is verantwoordelijk voor de (veel frequentere) bijzonnen en circumzenitale boog, die daarom ook veelal tegelijkertijd optreden. De parhelische kring loopt in tegenstelling tot de meeste andere halo's evenwijdig aan de horizon en wordt zo genoemd omdat ze behalve de zon de twee bijzonnen (parhelia) doorsnijdt. Vaak is de parhelische kring incompleet en alleen zichtbaar als twee horizontale 'staarten' die vanuit de twee bijzonnen naar buiten lopen. Wanneer de kring compleet is omspant hij de hele horizon. Het gedeelte tegenover de zon wordt indirect door de zon gevormd, vooral door interne reflecties van de ijskristallen.
In zeldzamere gevallen bevinden zich op de parhelische kring behalve de gewone bijzonnen tevens de 120°-bijzonnen en, nog infrequenter, de tegenzon. Tezamen met de echte zon lijkt de gehele hemel dan omspannen te zijn door een horizontale ketting van vijf of zes onderling verbonden 'zonnen'.

## De Parhelische kring bij hoge zonnestand

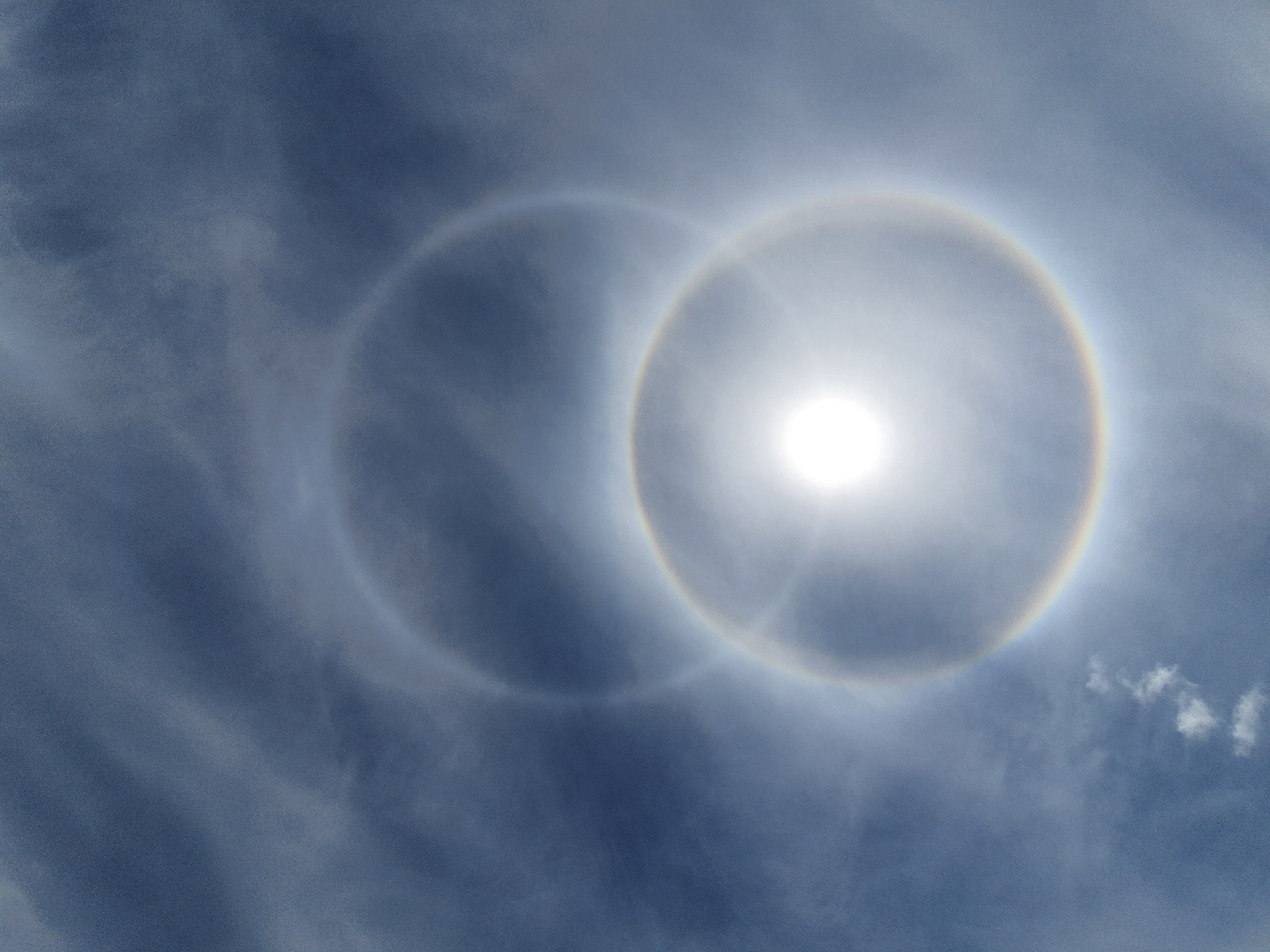
22° halo en complete Parhelische kring

De Parhelische kring kan zich ook vertonen als de zon relatief hoog staat. Dit soort waarnemingen zijn in de lage landen enkel mogelijk omstreeks de middagen in de maanden mei, juni, en juli. Binnen de keerkringen is het mogelijk om de zon in de nabijheid van, of pal in, het zenit te zien staan. Gedurende deze momenten is het aan te raden om, met behulp van een voldoende verduisterende zonnebril, op zoek te gaan naar de uiterst kleine Parhelische kring, zich vertonend als een wit cirkelvormig lusje net naast de zon die zich in zulk geval op een hoogte van 85° of meer bevindt .

## Het elektromagnetische verschijnselCrown Flashin gedeelten van de Parhelische kring
Het verschijnsel Crown Flash is af en toe waarneembaar in heldere bijzonnen, en wordt veroorzaakt door elektromagnetisch geagiteerde ijskristalletjes in een Cirruskap bovenaan een onweerswok (Cumulonimbus). Het lijkt dan alsof een bepaald gedeelte van de bijzon sprongsgewijs aan het dansen is. Ditzelfde effekt kan waargenomen worden in gedeelten van de Parhelische kring die verder weg staan van de twee algemeen gekende bijzonnen. Als er zich een Cumulonimbuswolk (een onweerswolk) recht tegenover de zon bevindt waarvan de Cirruskap (bovenaan de onweerswolk) de (latente) Parhelische kring snijdt, dan is het aan te raden om de Crown Flash in het oog te houden.
1. ↑  http://www.atoptics.co.uk/halo/pcpaths.htm
2. ↑  http://www.weerfotografie.nl/fotoalbum.php?cat=optisch&subcat=parhelia_120
3. ↑  https://www.youtube.com/watch?v=C5Xbi-VJkFA
4. ↑  Walter Tape: Atmospheric Halos (American Geophysical Union, 1994), page 64, 65: Halo display at Tooele, Utah, June 16, 1980